# Snaith
Snaith är en ort i Storbritannien.   Den ligger i grevskapet East Riding of Yorkshire och riksdelen England, i den centrala delen av landet, 250 km norr om huvudstaden London. Snaith ligger 11 meter över havet och antalet invånare är 2 806.
Terrängen runt Snaith är mycket platt. Runt Snaith är det tätbefolkat, med 411 invånare per kvadratkilometer. Närmaste större samhälle är Doncaster, 19,9 km söder om Snaith. Trakten runt Snaith består till största delen av jordbruksmark.